# Vinzenz Eduard Milde
Vinzenz Eduard Milde (Brno, 11 maggio 1777 – Vienna, 14 marzo 1853) è stato un arcivescovo cattolico tedesco.

## Biografia
Vinzenz Eduard Milde era figlio di un libraio di Brno e come tale, tra il 1788-1792 frequentò la scuola superiore della sua città natale, studiando successivamente filosofia a Vienna, oltre a matematica e fisica a Olomouc. Nel 1794 entrò al seminario di Vienna ed a partire dal 1798 lavorò come traduttore per le lingue slave della facoltà teologica dell'Università di Vienna. Nel 1800 venne ordinato sacerdote, venendo nominato professore di scienze dell'educazione all'università di Vienna, carriera che però gli venne preclusa per motivi di salute già dal 1810. Nominato direttore dell'Istituto filosofico viennese e nominato dall'imperatore decano spirituale per l'area del Danubio, divenne canonico della Cattedrale di Santo Stefano di Vienna.
Dopo le dimissioni del vescovo di Litoměřice, Josef Franz Hurdálek, l'Imperatore Francesco I lo nominò il 16 gennaio 1823 quale suo successore sulla cattedra episcopale. La conferma papale giunse il 16 maggio di quello stesso anno e non appena il Milde si mise all'opera per promuovere la sua azione episcopale nella nuova sede, come prima azione, fece costruire un nuovo seminario nella diocesi, pur dicendosi contrario all'assolutismo perseguito dall'Imperatore, al quale rimase comunque fedele.
Alla morte dell'arcivescovo viennese Leopold Maximilian von Firmian, Vincenz Eduard Milde venne nominato a questa cattedra il 27 ottobre 1831, mentre la conferma papale giunse il 24 febbraio dell'anno successivo, con il suo ingresso ufficiale nella cattedrale cittadina il 31 maggio 1832.
Allo scoppio della rivoluzione del 1848 a Vienna, su suggerimento del clero riunito sotto la sua persona, decise di scrivere una lettera al governo, in quanto nel paese andava diffondendosi un profondo anticlericalismo che minacciava la relazione tra Chiesa e Stato in Austria, scagliandosi nel contempo contro i giornali viennesi e contro la stampa immorale. Con l'aiuto dell'arcivescovo di Salisburgo, Friedrich von Schwarzenberg, scrisse quindi un memorandum che sottopose al Reichstag nel dicembre del 1848 con il quale tentò di stabilizzare il rapporto tra Chiesa e Stato in Austria. Dal 1849, inoltre, si avvalse di Michele Viale Prelà, nunzio apostolico in Austria, per riorganizzare l'assetto generale delle diocesi dello Stato.

## Genealogia episcopale e successione apostolica
La genealogia episcopale è:
- Cardinale Scipione Rebiba
- Cardinale Giulio Antonio Santori
- Cardinale Girolamo Bernerio, O.P.
- Arcivescovo Galeazzo Sanvitale
- Cardinale Ludovico Ludovisi
- Cardinale Luigi Caetani
- Cardinale Ulderico Carpegna
- Cardinale Paluzzo Paluzzi Altieri degli Albertoni
- Cardinale Flavio Chigi
- Papa Clemente XII
- Cardinale Giovanni Antonio Guadagni, O.C.D.
- Cardinale Cristoforo Migazzi
- Arcivescovo Michael Léopold Brigido
- Arcivescovo Sigismund Anton von Hohenwart, S.I.
- Vescovo Matthias Paul Steindl
- Arcivescovo Vinzenz Eduard Milde

La successione apostolica è:
- Vescovo Michał Korczyński (1834)
- Vescovo Anton Alois Buchmayer (1835)
- Vescovo Mathias Pollitzer (1843)
- Vescovo Franz Xaver Zenner (1851)
- Vescovo Ignaz Feigerle (1852)